# Ulricehamns IF
Le Ulricehamns IF est un club de hockey sur glace d'Ulricehamn en Suède. Il évolue en Division 2, le quatrième échelon suédois.

## Historique
Le club est créé en ?.

## Palmarès
- Aucun titre.